# Gouvernement de l'Assemblée nationale
Troisième République
- Union républicaine: 38 sièges
- Républicains modérés: 112 sièges
- Libéraux: 72 sièges
- Bonapartistes: 20 sièges
- Orléanistes: 214 sièges
- Légitimistes: 182 sièges

Gouvernement de la Défense nationale Gouvernement Jules Dufaure I
Le Gouvernement de l'Assemblée nationale est un gouvernement français qui a débuté le 12 janvier 1871 et pris fin le 19 février 1871.
- Chef du pouvoir exécutif : Adolphe Thiers
- Président de l'Assemblée Nationale Jules Grévy

## Contexte
Le 28 janvier 1871, Jules Favre, qui avait réprimé par la force une insurrection populaire la semaine précédente, a signé une convention d’armistice avec Bismarck, acceptant par là diverses mesures humiliantes imposées par les autorités prussiennes, notamment le versement sous quinzaine d'une amende d'un montant de 200 millions de francs, plus de 5 milliards de francs de réparations de guerre, et l'abandon à l'ennemi de tous les forts entourant Paris. Depuis Tours, Gambetta a appris le 29 janvier la capitulation par télégramme, et quoiqu'il eût voulu poursuivre la lutte en province, une délégation venue par train de Paris le 6 février l'a convaincu de cesser le combat. Les termes de la capitulation reconnaissent aux Français le droit d'organiser de nouvelles élections nationales pour former un nouveau gouvernement : dès le 8 février, tous les électeurs résidant sur des portions non-occupées du territoire national sont appelés aux urnes. Ces élections, dominées par le poids du vote rural et bourgeois, portent au pouvoir une coalition conservatrice, majoritairement monarchiste, et mettent fin au gouvernement de la Défense nationale.

## Politique
La nouvelle Assemblée nationale élit le 13 février Adolphe Thiers chef du pouvoir exécutif en remplacement du général Trochu. Le nouveau gouvernement, qui s'est installé à Versailles, se fait une priorité de l'évacuation de l'armée d'occupation allemande, que Bismarck conditionne par le paiement des réparations de guerre ; l'assemblée vote une loi de finances très restrictive qui déchaîne des émeutes populaires dans la plupart des grandes villes, et provoque à la mi-mars la proclamation de la Commune de Paris.